# Prosulfocarb
Prosulfocarb ist eine chemische Verbindung aus der Gruppe der Thiocarbamate.

## Gewinnung und Darstellung
Prosulfocarb kann durch Reaktion von N,N-Dipropylcarbamoylchlorid mit Benzylmercaptan oder durch Reaktion von Benzylmercaptan mit Phosgen und anschließende Reaktion mit Dipropylamin gewonnen werden.

## Eigenschaften
Prosulfocarb ist eine gelbliche Flüssigkeit mit süßlichem Geruch, die praktisch unlöslich in Wasser ist. Die Verbindung ist bei 52 °C mindestens zwei Monate stabil.

## Verwendung
Prosulfocarb wird als selektives systemisches Vorauflauf-Herbizid verwendet, das 1988 von ICI (jetzt Syngenta) eingeführt wurde. Es wird zur Bekämpfung von Unkräutern, insbesondere Kletten-Labkraut und Gräsern in Wintergetreide, Sommergerste, Sonnenblumen, Ackerbohnen, Futtererbse Kartoffeln und anderen eingesetzt. Der Wirkstoff inhibiert die Lipid-Biosynthese, indem er die Verlängerung der Fettsäure-Ketten verhindert und so die Bildung von Membran-Lipiden stört und das Pflanzenwachstum mindert.

## Zulassungsstatus
In vielen Staaten der EU, darunter auch Deutschland und Österreich sowie in der Schweiz sind Pflanzenschutzmittel mit diesem Wirkstoff zugelassen.